# حوزه انتخابیه پنجم ویسکانسین
حوزه انتخابیه پنجم ویسکانسین یک حوزه انتخابیه مجلس نمایندگان آمریکا است که در ایالت ویسکانسین قرار دارد.